# Alejandro Iglesias Rossi

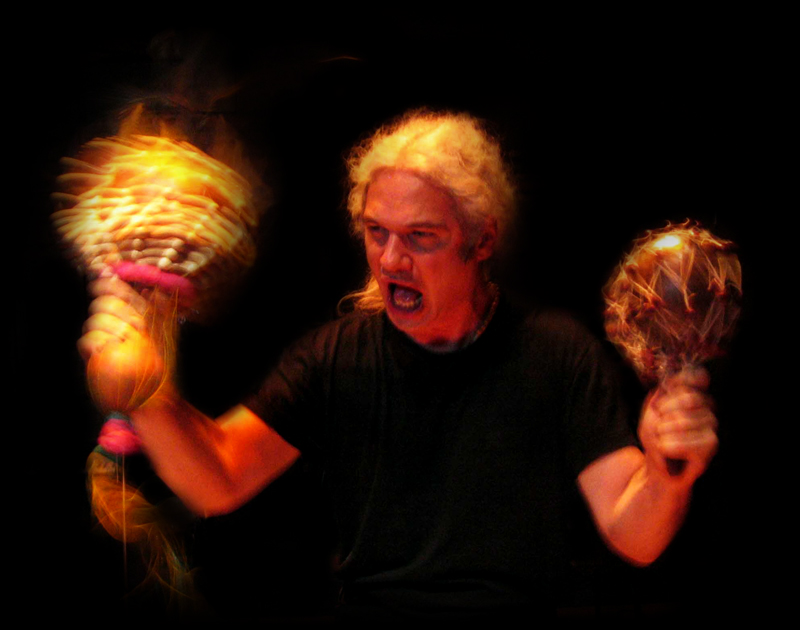
Alejandro Iglesias Rossi

Alejandro Iglesias Rossi (* 27. Juli 1960 in Buenos Aires) ist ein argentinischer Komponist.
Iglesias Rossi studierte Komposition und elektroakustische Musik an der Katholischen Universität von Argentinien (1977–79), am Boston Conservatory of Music (1980–82) und am Conservatoire de Paris (1983–87). Zu seinen Lehrern zählten John Adams, Guy Reibel und Sergio Ortega. In Paris gehörte er dem Ensemble Movimiento für zeitgenössische lateinamerikanische Musik an. Seit 1992 lebt er wieder in Argentinien.
Für seine Kompositionen erhielt er u. a. erste Preise beim International Rostrum of Composers der UNESCO 1985 und beim International Rostrum of Electroacoustic Music 1996. 1988 erhielt er ein Nadia-Boulanger-Stipendium und 1991 den Preis der Stadt Buenos Aires. Seine Werke wurden bei internationalen Festivals in Lateinamerika und Europa aufgeführt, so beim Warschauer Herbst, beim Steirischen Herbst, bei den Weltmusiktagen der Internationalen Gesellschaft für Neue Musik ISCM und beim Foro International de Música Nueva Manuel Enriquez FIMNME in Mexiko.

## Werke
- Ancestral Rites of a Forgotten Culture für Mezzosopran und sechs Schlagzeuger, 1984
- Llorando silencios, Sechs Quechua-Lieder für Violoncello solo, 1986
- Manchay puitu für Sopran, Flöte und zwei Schlagzeuger, 1986
- The Sacrifice of Atawallpa für Sopran, Bass, gemischten Chor und Orchester, 1986
- Canto viejo für fünf Instrumentalisten, 1988
- The Howl of the Thousand Throats für Sprecher, gemischten Chor und Orchester, 1990
- Angelus, 1996